# Fondation de France
Pour les articles homonymes, voir FDF.
La Fondation de France (FDF) est un organisme privé, reconnu d’utilité publique et indépendant créé par un décret en 1969, qui encourage et transforme les envies d’agir à caractère philanthropique en actions d’intérêt général utiles et durables.

## Histoire

### Création
Le 9 janvier 1969, après plusieurs années de discussion, le président de la République Charles de Gaulle signe le décret officialisant la création de la Fondation de France,.
Selon Axelle Devazac, la directrice de la Fondation depuis 2016, « la Fondation de France est née de la volonté du général de Gaulle et de son ministre André Malraux de créer un outil pour mobiliser la générosité privée au service de l’intérêt général. »

### Développement
En 1979 est créé le prix de la gravure Lacourière par Madeleine Lacourière sous l'égide de la Fondation de France en hommage à Roger Lacourière.
En janvier 2016, la Fondation de France et la fondation des Apprentis d'Auteuil se sont officiellement séparés du Comité de la Charte du don en confiance. Ce dernier délivre aux associations un label de transparence financière depuis plus de vingt-cinq ans. Ces deux grands organismes ont désormais obtenus le Label IDEAS, autre label du secteur associatif.

### La FdF, grand collecteur de dons
À la suite de l'incendie de Notre-Dame de Paris le 15 avril 2019, la Fondation recueille 25 millions d'euros en tant que collecteur officiel.
Avec près de 198 millions d’euros collectés, la Fondation de France a dépassé, en 2019, en montant de dons en euros, la Croix Rouge (103,6 millions d’euros) et le Secours Populaire (99,2 millions d’euros) et abrite 888 fondations de toute nature et de toute taille.
Le 4 août 2020, la Fondation de France lance un appel à dons à la suite de la double explosion qui a détruit le port de Beyrouth, la capitale du Liban.
En 2021, un rapport de la Cour des comptes juge insuffisant le contrôle de cette fondation sur les 900 entités abritées en son sein et dont elle reste financièrement et juridiquement responsable. Ce rapport s'interroge sur l’accroissement constant du nombre de fondations abritées, passé de 775 en 2014 à 888 en 2019 avec le risque que celle-ci ne soit plus capable de les suivre de façon convenable. Les magistrats de la Cour des comptes s’interrogent également sur certaines fondations d’entreprises, s’inquiétant ainsi d’un mélange entre actions philanthropiques et intérêts de l’entreprise mécène. La Cour des comptes précise cependant dans son rapport la place « exceptionnelle » de la Fondation de France au sein du paysage français de la générosité en sa qualité de « fondation abritante ».
En 2023, la Fondation de France regroupe un millier de fondations et d'associations. Sa directrice, Axelle Davezac, a affirmé que les dons étaient en augmentation de « près de 10 % » sur cette dernière année, considérant ainsi qu'il s'agit d'une année « assez exceptionnelle » pour la Fondation.

## Gouvernance

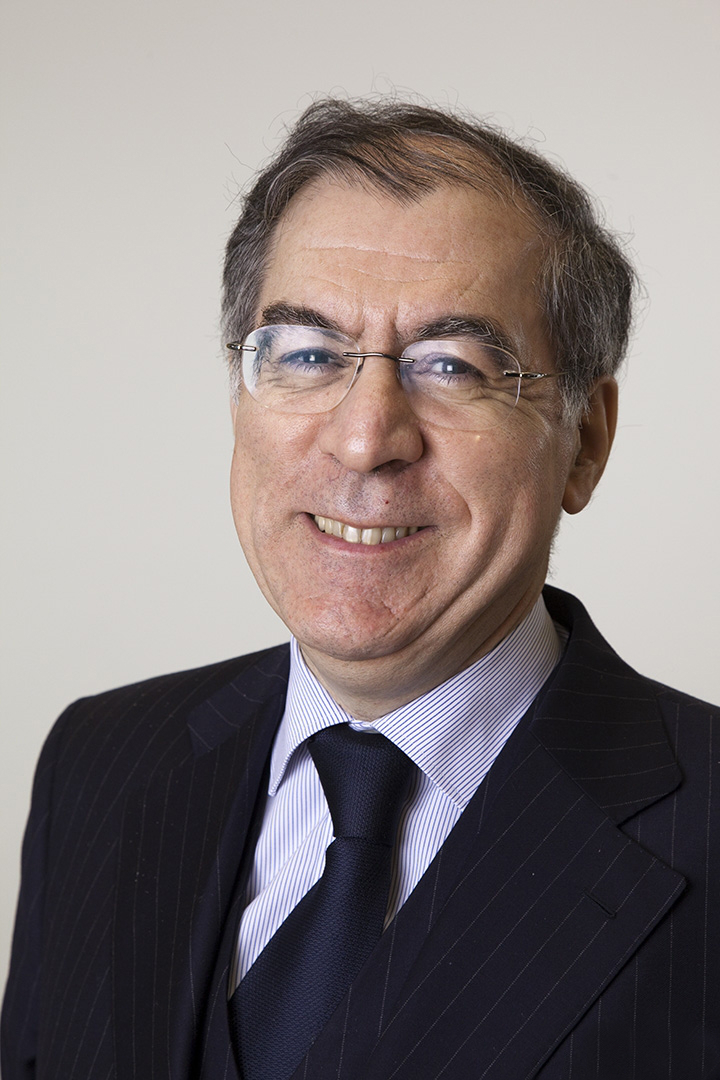
Pierre Sellal, président de la Fondation de France

Un Conseil d’administration définit la stratégie de la Fondation et en contrôle la mise en œuvre, vote le budget et les programmes d’action. Il est présidé par Pierre Sellal, Ambassadeur de France et Représentant permanent de la France auprès de l'Union européenne à Bruxelles
Un Comité de direction est chargé de faire des propositions et de mettre en œuvre les décisions du Conseil d’administration.
7 autres comités accompagnent le CA : un comité financier, un comité d'experts programme, un comité des fondations régionales, un comité d'audit, un comité des rémunérations, un comité des libéralités et un comité de supervision des fonds individualisés sans gouvernance autonome.

## Missions
Dans un document publié par la Cour des Comptes en 2021 (rapport d'exercices de 2014 à 2019), il est indiqué que le caractère très général de la mission de la Fondation de France est lié à la « fondation de toutes les causes », idée voulue dès son origine. Elle a également la particularité de ne pas agir de façon directe dans ses domaines d’intervention, mais de financer l’intervention sur d'autres structures, associations, voire d'autres fondations, qu’elle subventionne.

## Patrimoine

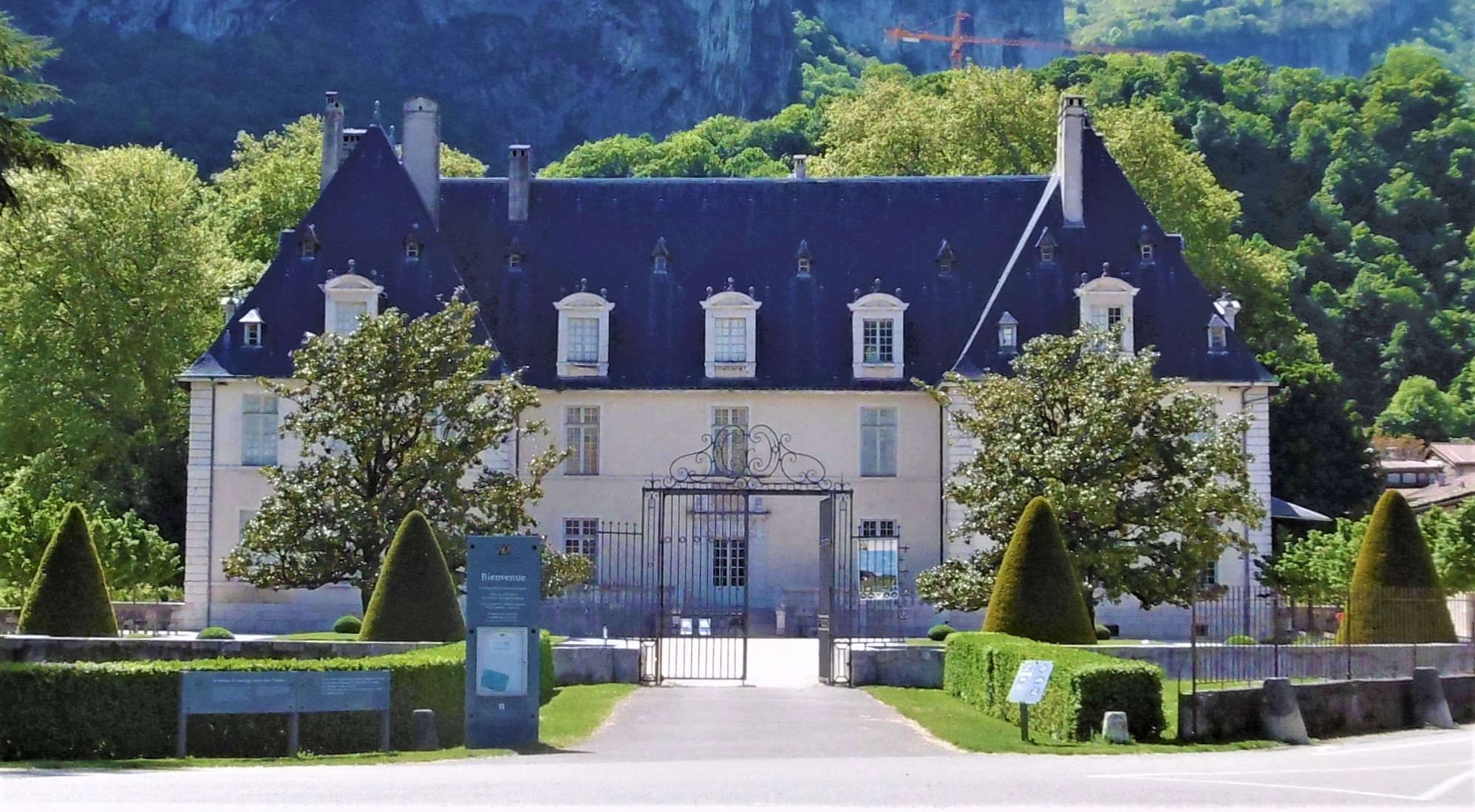
Château de Sassenage

La fondation est propriétaire du Château de Sassenage, un édifice classé au titre des monuments historiques, situé au nord de l'agglomération grenobloise, sur le territoire de la commune de Sassenage. Il a été légué à la Fondation de France par la marquise Pierrette-Élisa de Bérenger en 1971.